# LP1 (album Lady Pank)
LP1 – album studyjny polskiego zespołu Lady Pank. Wydawnictwo ukazało się 15 czerwca 2018 roku nakładem wytwórni muzycznej Agora S.A.. Płyta LP1 zawiera utwory z debiutanckiego albumu zespołu, które zostały nagrane na nowo, a do ich wykonania zaproszono wielu gości takich jak: Tomasz Organek, Krzysztof  Zalewski, Lech Janerka, Kasia Kowalska, Artur Rojek, Piotr Rogucki, Grzegorz Markowski, Maciej Maleńczuk czy Katarzyna Nosowska.

## Lista utworów
Autorami wszystkich utworów są Jan Borysewicz (muzyka) i Andrzej Mogielnicki (słowa). Utwór „Zakłócenie porządku” jest utworem instrumentalnym i autorstwo Andrzeja Mogielnickiego nie jest wliczane.
| Nr  | Tytuł utworu | Długość |
| --- | --- | ------- |
| 1.  | „Mniej niż zero” (Gościnnie: Kasia Kowalska, Grzegorz Markowski, Tomasz Organek, Piotr Rogucki, Marcin Wyrostek) | 4:02    |
| 2.  | „Kryzysowa narzeczona” (Gościnnie: Tomasz Organek)                                                               | 3:58    |
| 3.  | „Fabryka małp” (Gościnnie: Krzysztof Zalewski)                                                                   | 3:57    |
| 4.  | „Pokręciło mi się w głowie” (Gościnnie: Lech Janerka)                                                            | 3:37    |
| 5.  | „Du du” | 4:15    |
| 6.  | „Zakłócenie porządku”                                                                                            | 1:29    |
| 7.  | „Zamki na piasku” (Gościnnie: Kasia Kowalska)                                                                    | 4:34    |
| 8.  | „Wciąż bardziej obcy” (Gościnnie: Artur Rojek)                                                                   | 5:49    |
| 9.  | „Vademecum skauta” (Gościnnie: Piotr Rogucki)                                                                    | 3:42    |
| 10. | „Moje Kilimandżaro” (Gościnnie: Grzegorz Markowski)                                                              | 3:55    |
| 11. | „Mała Lady Punk”                                                                                                 | 3:19    |
| 12. | „Tańcz głupia tańcz” (Gościnnie: Maciej Maleńczuk)                                                               | 4:37    |
| 13. | „Minus 10 w Rio” (Gościnnie: Katarzyna Nosowska)                                                                 | 5:08    |
|     | | 52:22   |

## Twórcy albumu
- Janusz Panasewicz – śpiew
- Jan Borysewicz – gitara, wokal wspierający, produkcja
- Krzysztof Kieliszkiewicz – gitara basowa
- Kuba Jabłoński – perkusja
- Marcin Wyrostek – akordeon
- Janek Olszak – perkusja
- Marcin Nowakowski – saksofon
- Patrycjusz Gruszecki – trąbka
- Wojtek Olszak – keyboard, miksowanie
- Maciej Durczak – produkcja, management
- Grzegorz Piwkowski – mastering
- Mateusz Stankiewicz – zdjęcia
- Mariusz Mrotek – design
- Monika Rawicka – koordynator projektu

## Listy sprzedaży
| Lista | Kraj   | Pozycja |
| ----- | ------ | ------- |
| OLiS  | Polska | 3       |

## Certyfikat
| Polska (ZPAV) | Tytułem | Status          | Sprzedaż |
| ------------- | ------- | --------------- | -------- |
| Polska (ZPAV) | LP1     | platynowa płyta | 30 000+  |